# Arūnas Remigijus Zabulėnas
Arūnas Remigijus Zabulėnas (* 1960) ist ein litauischer Politiker, Vizeminister.

## Leben
Nach dem Abitur an der Mittelschule absolvierte er das Diplomstudium am Vilniaus inžinerinis statybos institutas und dann Masterstudium of Business Administration an der Vilnius University International Business School. Er leitete einige Unternehmen und war stellvertretender Direktor bei Būsto ir urbanistinės plėtros agentūra am Umweltministerium Litauens. Ab Februar 2010 war er stellvertretender Umweltminister Litauens, Stellvertreter des Umweltministers Gediminas Kazlauskas (* 1959) im Kabinett Kubilius II. Ab September 2012 war er Ministerberater. Er lehrt als Lektor am Lehrstuhl für Ingenieurwesensgrafik der Fakultät für Fundamentalwissenschaften der Vilniaus Gedimino technikos universitetas.